# بخش ریچلند (شهرستان ویاندوت، اوهایو)
بخش ریچلند (به انگلیسی: Richland Township) یک منطقهٔ مسکونی در ایالات متحده آمریکا است که در شهرستان وایندات، اوهایو واقع شده‌است.
 بخش ریچلند ۷۸٫۶ کیلومتر مربع مساحت و ۸۷۱ نفر جمعیت دارد و ۲۶۷ متر بالاتر از سطح دریا واقع شده‌است.